# Naturschutzgebiet Kleine Heide
Das Naturschutzgebiet Kleine Heide mit einer Größe von 6,02 ha liegt nordöstlich von  Alme im Stadtgebiet von Brilon. Das Gebiet wurde 2008 mit dem Landschaftsplan Hoppecketal durch den Hochsauerlandkreis als Naturschutzgebiet (NSG) ausgewiesen. Das NSG gehört seit 2023 zum Vogelschutzgebiet Diemel- und Hoppecketal mit angrenzenden Wäldern.

## Gebietsbeschreibung
Beim NSG handelt es sich um einen Feuchtwiesenbereich. Im NSG gibt es einen Teich mit einem hohen Deckungsgrad von Teichrosen. Im NSG kommen seltene Tier- und Pflanzenarten vor.
Das Landesamt für Natur, Umwelt und Verbraucherschutz Nordrhein-Westfalen dokumentierte im Schutzgebiet Pflanzenarten wie Brennender Hahnenfuß, Flatter-Binse, Gelbe Teichrose, Gras-Sternmiere, Gänseblümchen, Sumpf-Dotterblume, Sumpf-Helmkraut, Sumpf-Vergissmeinnicht, Sumpf-Weidenröschen, Teich-Schachtelhalm und Wald-Simse.

## Schutzzweck
Im NSG soll der Feuchtwiesenbereich mit seinem Arteninventar geschützt werden. Wie bei allen Naturschutzgebieten in Deutschland wurde in der Schutzausweisung darauf hingewiesen, dass das Gebiet „wegen der Seltenheit, besonderen Eigenart und Schönheit des Gebietes“ zum Naturschutzgebiet wurde.
Der Landschaftsplan führt zum speziellen Schutzzweck auf: „Erhaltung und Weiterentwicklung von nassen und feuchten Grünland-Lebensräumen mit tlw. seltenen und gefährdeten Tier- und Pflanzenarten; Sicherung einer möglichst extensiven Grünlandnutzung durch Vertragsangebote zur Erhaltung dieses im Plangebiet außergewöhnlichen Biotopkomplexes; Schutz von naturnahen Quellgewässern und der Lebensraumfunktion eines Stillgewässerbereichs; Offenhaltung eines flächengroßen Grünlandkomplexes im Knotenpunkt mehrerer Nette-/Almetalzuflüsse im Verein mit der umgebenden LSG Festsetzung.“